# Triangel (Leuchter)

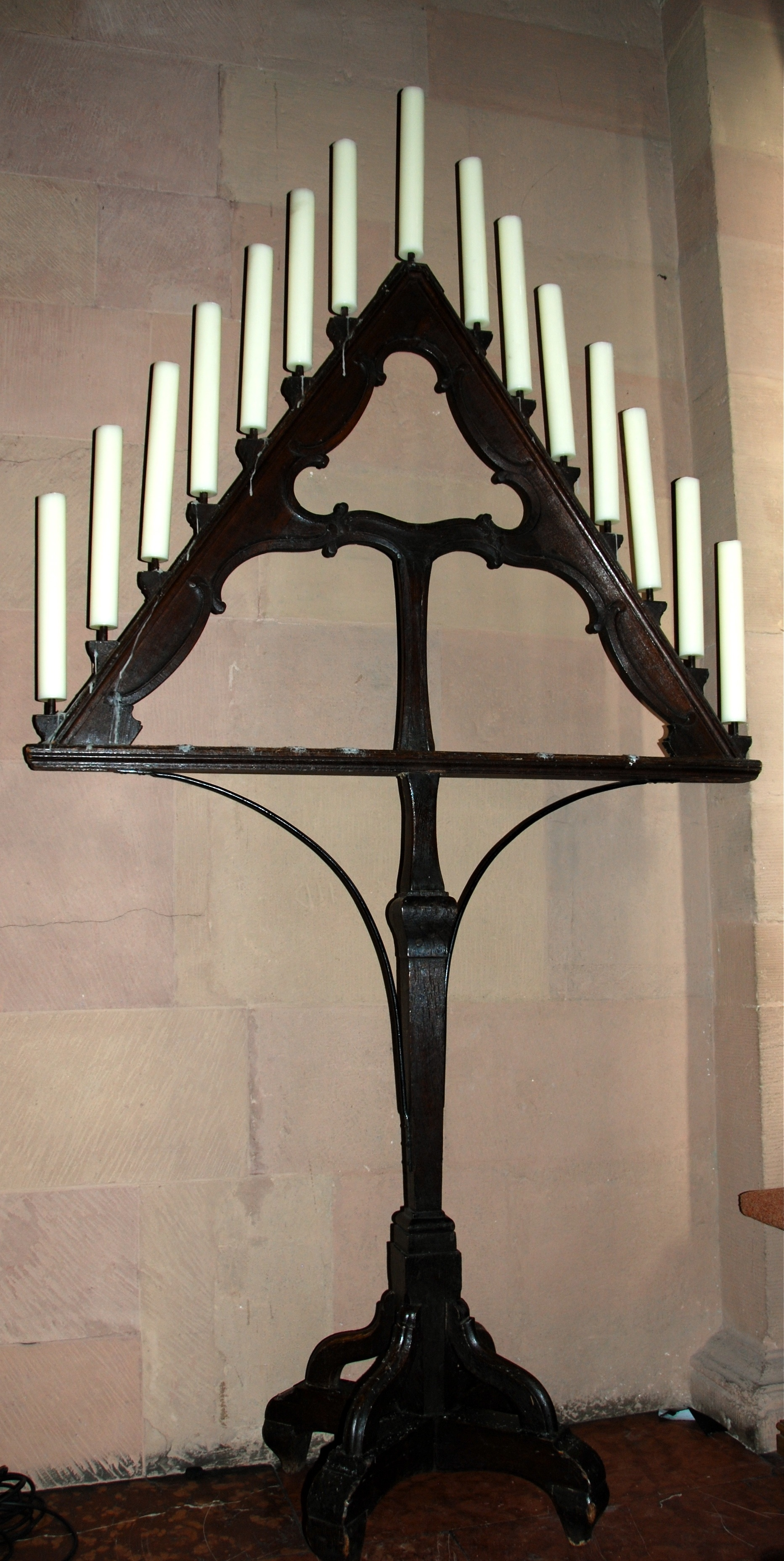
Triangel im Mainzer Dom

Als Triangel oder Triangelleuchter werden verschiedene  liturgische Geräte bezeichnet, die in der Liturgie der Karwoche Verwendung finden.

## Tenebrae-Leuchter in den Karmetten

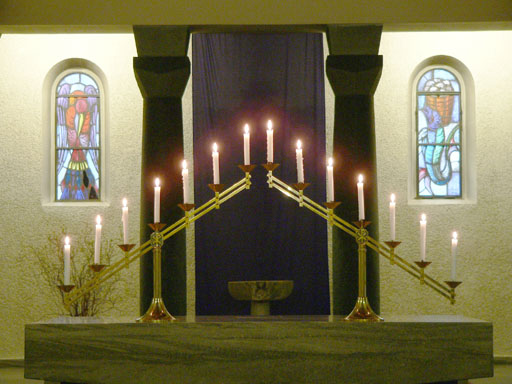
Lichtrechen bei der Feier der Karmetten

Bei den morgendlichen Karmetten der Kartage wird ein Tenebrae-Leuchter, auch Teneber-Leuchter oder Lichtrechen (engl. hearse), benutzt. Der Name leitet sich ab vom Incipit eines der Responsorien in der Matutin am Karfreitag: Tenebrae factae sunt, dum crucifixissent Jesum Judaei („Finsternis herrschte, als die Juden Jesus kreuzigten“, vgl. Mt 27,45–46 ). Traditionell besteht dieser Leuchter aus einem dreieckig geformten Metallstück mit Vorrichtungen für 15 ansteigend angeordnete Kerzen. Auf ihm befinden sich vierzehn ungebleichte und eine weiße Kerze. Oft werden Lichtrechen verwendet, die sieben ansteigend angeordnete Kerzen tragen und somit ein Dreieck bilden. Zusätzlich kann noch eine weitere, meist größere Kerze in der Mitte als Symbol für Christus brennen.
Zu Beginn des Gottesdienstes, der heute aus Matutin und Laudes besteht, sind alle Kerzen entzündet. Nach jedem Psalm wird eine Kerze gelöscht. Am Schluss des Gottesdienstes brennt nur noch die Christus-Kerze. Diese oberste, weiße Kerze trug vor der Reform der Karwochenliturgie in den 1950er-Jahren ein Messdiener nach dem Benedictus der Laudes hinter den Altar; nach der anschließenden Oration wurde sie wieder auf die Spitze des Triangels gesteckt. Die Verwendung des Triangels blieb auch nach der Liturgiereform bei der Feier der Karmetten erhalten, wenn auch in leicht veränderter Form.
Im Laufe der Liturgiegeschichte hat es verschiedene symbolische Deutungen des Lichterbrauchs gegeben. Am verbreitetsten ist die symbolische Gleichsetzung der Kerzen mit den elf Aposteln und den „drei Marien“, die den Jüngern an Ostern von der Auferstehung Jesu Christi berichteten: Maria Kleophae, die Mutter des Jakobus, Maria Salome und Maria von Magdala.

## Triangelleuchter in der Osternacht

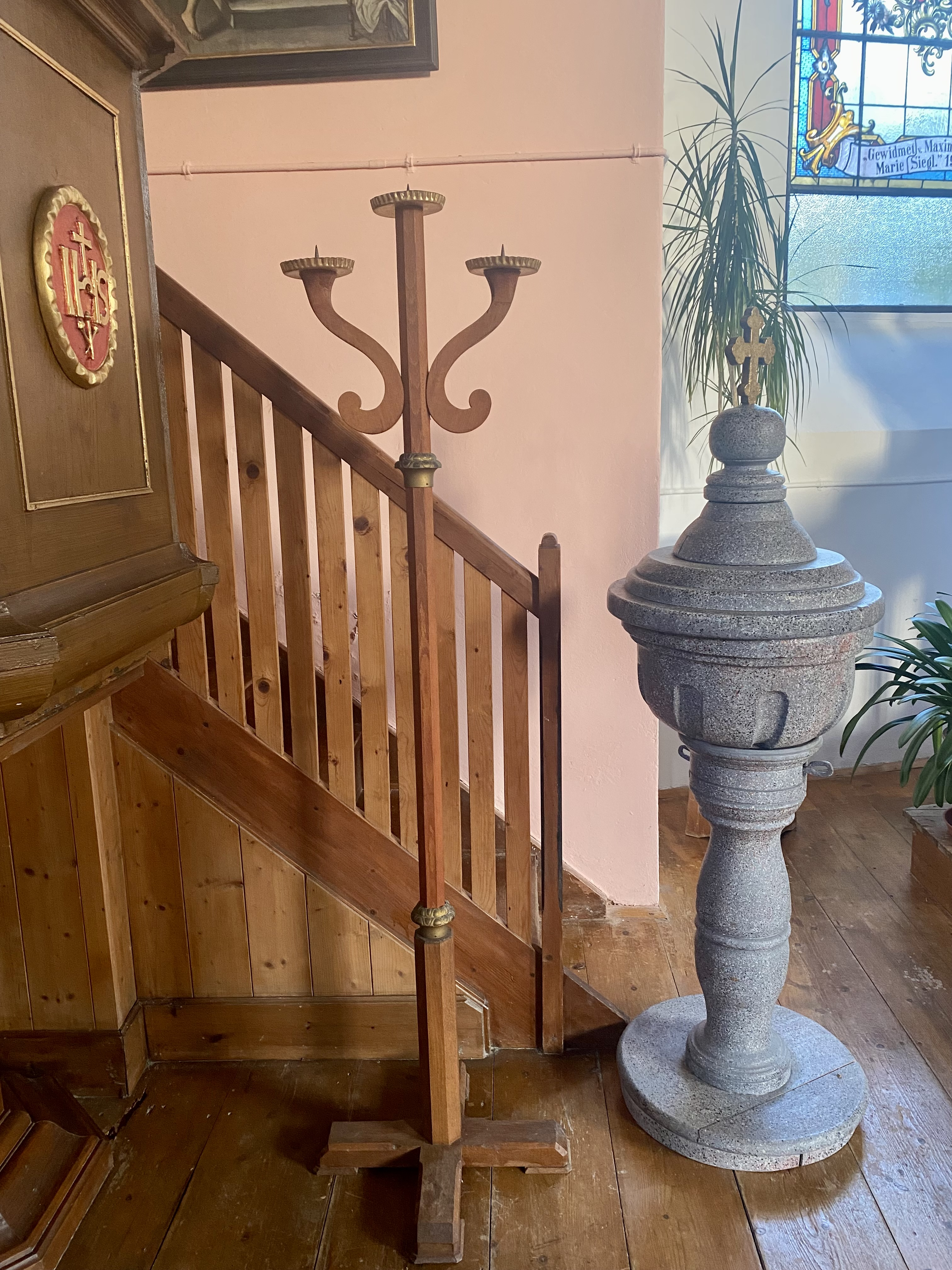
Triangelleuchter vor 1951

Bis zur Reform der Karwochenliturgie ab 1951 wurde in der Osternacht-Liturgie das Licht vom Osterfeuer vom Diakon mit einem dreiarmigen Triangel-Leuchter („ein Rohr mit drei Kerzen an seiner Spitze, in Dreiecksform angeordnet“) in die dunkle Kirche getragen. Bei drei Stationen wurde jeweils eine der drei Kerzen mit dem Ruf Lumen Christi – Deo gratias („Christus, das Licht – Dank sei Gott“) entzündet. In der Kirche hatte der Triangelleuchter während der Liturgie der Osternacht seinen Platz bei den Stufen des Altars, die Osterkerze stand daneben. Am Ostermorgen hatte der Leuchter keine liturgische Funktion.
In der reformierten Liturgie der Osternacht entfiel der Triangelleuchter. Seitdem wird die Osterkerze am Osterfeuer entzündet und in die Kirche getragen.